# Temporada 1916 de las Grandes Ligas de Béisbol
La Temporada 1916 de las Grandes Ligas de Béisbol fue la decimosexta temporada de las Grandes Ligas de Béisbol desde su unificación y la decimotercera con Serie Mundial. Los Boston Red Sox derrotaron a los Brooklyn Robins por 4-1 para ganar la Serie Mundial.

## Estadísticas
|                        | \| Liga Americana[2] \| \| \| \| \| \| Club \| G \| P \| PG % \| GB \| \| Boston Red Sox \| 91 \| 63 \| .591 \| - \| \| Chicago White Sox \| 89 \| 65 \| .578 \| 2.0 \| \| Detroit Tigers \| 87 \| 67 \| .565 \| 4.0 \| \| New York Yankees \| 80 \| 74 \| .519 \| 11.0 \| \| St. Louis Browns \| 79 \| 75 \| .513 \| 12.0 \| \| Cleveland Indians \| 77 \| 77 \| .500 \| 14.0 \| \| Washington Senators \| 76 \| 77 \| .497 \| 14.5 \| \| Philadelphia Athletics \| 36 \| 117 \| .235 \| 54.5 \| |     |      |      |
| Liga Americana         | |     |      |      |
| Club                   | G | P   | PG % | GB   |
| Boston Red Sox         | 91 | 63  | .591 | -    |
| Chicago White Sox      | 89 | 65  | .578 | 2.0  |
| Detroit Tigers         | 87 | 67  | .565 | 4.0  |
| New York Yankees       | 80 | 74  | .519 | 11.0 |
| St. Louis Browns       | 79 | 75  | .513 | 12.0 |
| Cleveland Indians      | 77 | 77  | .500 | 14.0 |
| Washington Senators    | 76 | 77  | .497 | 14.5 |
| Philadelphia Athletics | 36 | 117 | .235 | 54.5 |

|                       | \| Liga Nacional[3] \| \| \| \| \| \| Club \| G \| P \| PG % \| GB \| \| Brooklyn Robins \| 94 \| 60 \| .610 \| - \| \| Philadelphia Phillies \| 91 \| 62 \| .595 \| 2.5 \| \| Boston Braves \| 89 \| 63 \| .586 \| 4.0 \| \| New York Giants \| 86 \| 66 \| .566 \| 7.0 \| \| Chicago Cubs \| 67 \| 86 \| .438 \| 26.5 \| \| Pittsburgh Pirates \| 65 \| 89 \| .422 \| 29.0 \| \| St. Louis Cardinals \| 60 \| 93 \| .392 \| 33.5 \| \| Cincinnati Reds \| 60 \| 93 \| .392 \| 33.5 \| |    |      |      |
| Liga Nacional         | |    |      |      |
| Club                  | G | P  | PG % | GB   |
| Brooklyn Robins       | 94 | 60 | .610 | -    |
| Philadelphia Phillies | 91 | 62 | .595 | 2.5  |
| Boston Braves         | 89 | 63 | .586 | 4.0  |
| New York Giants       | 86 | 66 | .566 | 7.0  |
| Chicago Cubs          | 67 | 86 | .438 | 26.5 |
| Pittsburgh Pirates    | 65 | 89 | .422 | 29.0 |
| St. Louis Cardinals   | 60 | 93 | .392 | 33.5 |
| Cincinnati Reds       | 60 | 93 | .392 | 33.5 |

## Serie Mundial 1916
|  | Serie Mundial   |                 |   |  |
|  |                 |                 |   |  |
|  | Boston Red Sox  | Boston Red Sox  | 4 |  |
|  | Boston Red Sox  | Boston Red Sox  | 4 |  |
|  | Brooklyn Robins | Brooklyn Robins | 1 |  |
|  | Brooklyn Robins | Brooklyn Robins | 1 |  |

|                                                        |
| Campeón de las Grandes Ligas Boston Red Sox 4.º título |